# Der Fremde im Haus
Der Fremde im Haus (Originaltitel: Stranger in the House) ist ein britischer Spielfilm in Farbe aus dem Jahr 1967 von Pierre Rouve. Von ihm stammt auch das Drehbuch. Es beruht auf dem Roman „Les inconnus dans la maison“ des belgischen Schriftstellers Georges Simenon. Seine Uraufführung erlebte der Film am 23. Mai 1967 in London. In der Bundesrepublik Deutschland hatte er seine Premiere am 8. September 1967.

## Handlung
Der englische Starverteidiger John Sawyer hat vor Jahren ein Todesurteil deshalb nicht verhindert, weil seine Frau ihn eben verlassen hatte und er sich deshalb beim Prozess nicht recht konzentrieren konnte. Seither lebt der reiche Mann vergraben in seinem Haus und ist dem Trunk ergeben. Auch an seiner Tochter Angela, die mit einer Clique von dubiosen Freunden umherzieht, hat er kein rechtes Interesse mehr. Da aber wird bei ihm im Haus ein von den jungen Leuten dort heimlich untergebrachter Schiffssteward erschossen, der flüchtig ist und den Freundeskreis wegen eines dummen Streiches erpresst. Der Verdacht fällt auf den Zyprioten Christophorides, der wegen seiner bescheidenen Finanzen eigentlich nicht in den wohlhabenden Kreis passt, Angela jedoch am nächsten steht. In John Sawyer erwacht nun doch auf die Bitte seiner Tochter hin der alte Ehrgeiz, den Fall zu klären. Und ihm gelingt es schließlich, den wahren Täter zu überführen: einen impotenten Mann, dessen körperliche Schwäche von den andern verspottet wurde.

## Kritik
Der Evangelische Film-Beobachter fasst seine Meinung so zusammen: „Ein Simenon-Stoff, der um Vertiefung ringt, hauptsächlich aber einen guten James Mason anzubieten hat. Für Erwachsene.“ Das Lexikon des internationalen Films zieht folgendes Fazit: „Kriminalistisches Familiendrama nach einem Roman von Georges Simenon, das die Entfremdung der Pop-Generation von ihren pharisäerhaften Vätern thematisiert – mit modischen Anleihen bei Antonionis «Blow up».“

## Weblink
- Der Fremde im Haus bei IMDb